# العلاقات الوسط إفريقية الكيريباتية
العلاقات الوسط أفريقية الكيريباتية هي العلاقات الثنائية التي تجمع بين جمهورية أفريقيا الوسطى وكيريباتي.

## مقارنة بين البلدين
هذه مقارنة عامة ومرجعية للدولتين:
| وجه المقارنة                                              | جمهورية أفريقيا الوسطى      | كيريباتي                        |
| --------------------------------------------------------- | --------------------------- | ------------------------------- |
| المساحة (كم2)                                             | 622.98 ألف                  | 811                             |
| عدد السكان (نسمة)                                         | 4.66 مليون                  | 116.40 ألف                      |
| الكثافة السكانية (ن./كم²)                                 | 7.48                        | 14.35 ألف                       |
| العاصمة                                                   | بانغي                       | جنوب تاراوا                     |
| اللغة الرسمية                                             | لغة فرنسية، اللغة السانغوية | لغة إنجليزية، اللغة الكيريباتية |
| العملة                                                    | فرنك وسط أفريقي             | دولار كريباتي، دولار أسترالي    |
| الناتج المحلي الإجمالي (بليون دولار)                      | 1.95 مليار                  | 196.15 مليون                    |
| الناتج المحلي الإجمالي (تعادل القوة الشرائية) بليون دولار | 3.03 مليار                  | 224.26 مليون                    |
| الناتج المحلي الإجمالي الاسمي للفرد دولار أمريكي          | 323                         | 1.42 ألف                        |
| الناتج المحلي الإجمالي للفرد دولار أمريكي                 | 594                         | 1.81 ألف                        |
| مؤشر التنمية البشرية                                      | 0.350                       | 0.590                           |
| رمز المكالمات الدولي                                      | +236                        | +686                            |
| رمز الإنترنت                                              | .cf                         | .ki                             |
| المنطقة الزمنية                                           | ت ع م+01:00                 |                                 |

## منظمات دولية مشتركة
يشترك البلدان في عضوية مجموعة من المنظمات الدولية، منها:
| علم المنظمة | اسم المنظمة                                 | تاريخ انضمام جمهورية أفريقيا الوسطى | تاريخ انضمام كيريباتي |
| ----------- | ------------------------------------------- | ----------------------------------- | --------------------- |
|             | مؤسسة التنمية الدولية                       | 27 أغسطس 1963                       | 2 أكتوبر 1986         |
|             | يونسكو                                      | 11 نوفمبر 1960                      | 24 أكتوبر 1989        |
|             | الأمم المتحدة                               | 20 سبتمبر 1960                      | 14 سبتمبر 1999        |
|             | مجموعة دول أفريقيا والكاريبي والمحيط الهادئ | ?                                   | ?                     |
|             | الاتحاد البريدي العالمي                     | ?                                   | ?                     |
|             | البنك الدولي للإنشاء والتعمير               | 10 يوليو 1963                       | 29 سبتمبر 1986        |
|             | الاتحاد الدولي للاتصالات                    | 2 ديسمبر 1960                       | 3 نوفمبر 1986         |
|             | منظمة حظر الأسلحة الكيميائية                | ?                                   | ?                     |
|             | مؤسسة التمويل الدولية                       | 1 أبريل 1991                        | 2 أكتوبر 1986         |